# Bab el-Marsa
Bab el-Marsa (en arabe : باب المرسى ; Porte de la Marine), est une porte fortifiée datant du XVIIIe siècle et se situant à Essaouira, au Maroc. Elle fait partie des principales portes de l'actuelle enceinte de la médina d'Essaouira et en est l'une des plus imposantes et symboliques. Elle se situe dans le port d'Essaouira.

## Histoire
Bab el-Marsa a été bâtie en 1769-1770 par le renégat Ahmed El Inglizi, sous les ordres du sultan Mohammed Ben Abdellah, de la dynastie alaouite.
Elle est classée comme monument historique depuis le dahir du 30 août 1924.

## Architecture

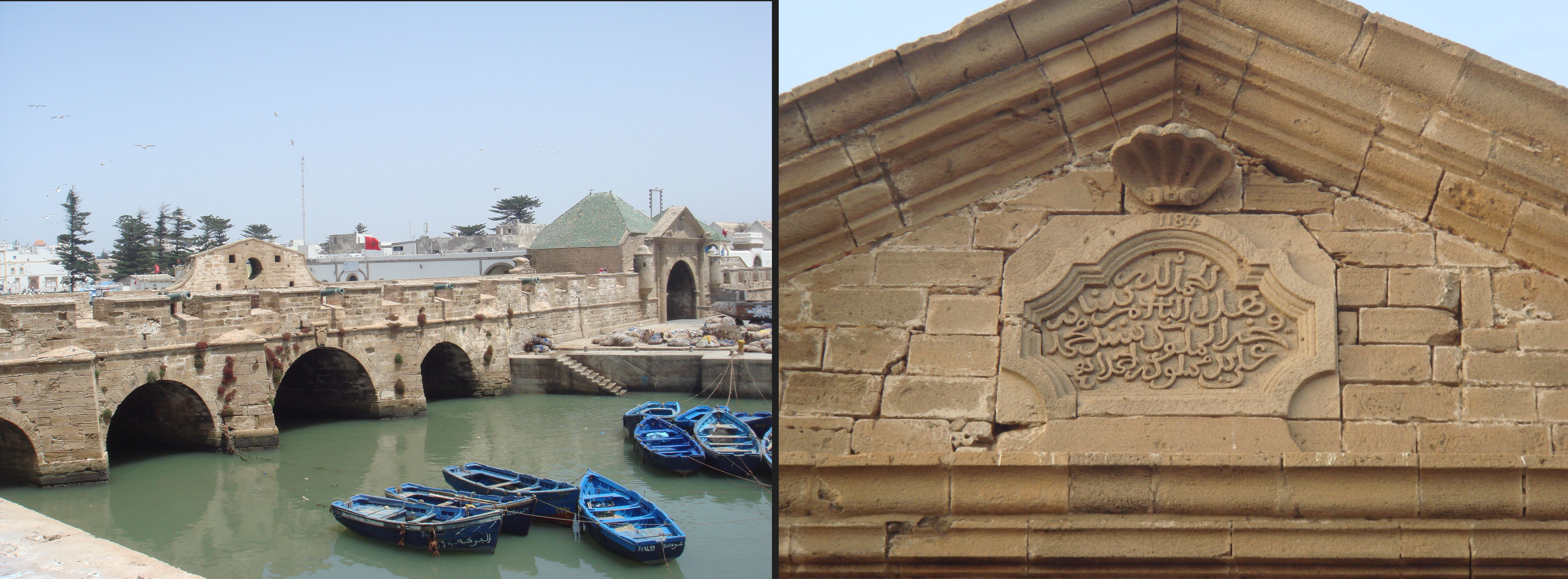
L'entrée du port d'Essaouira édifiée en 1770 par Ahmed El Inglizi comme il est décrit dans la sculpture ornant la façade de la porte de la marine (photo de droite).

De style Vauban, Bab el-Mersa est construite uniquement à partir de pierre taillée. C'est une porte à fronton triangulaire contenant deux colonnes cannelées, couronnées de chapiteaux. Au milieu du fronton, dans la sculpture ornant la façade du Bab el-Marsa, est gravée l’inscription indiquant l’ordre donné par le sultan Mohammed Ben Abdellah à Ahmed El Inglizi de construire ce monument, mais aussi la date de sa construction.
Cette porte se trouve dans le port d'Essaouira et permet son accès depuis la Kasbah. Elle est reliée à la Sqala du Port.